# Irene Adler

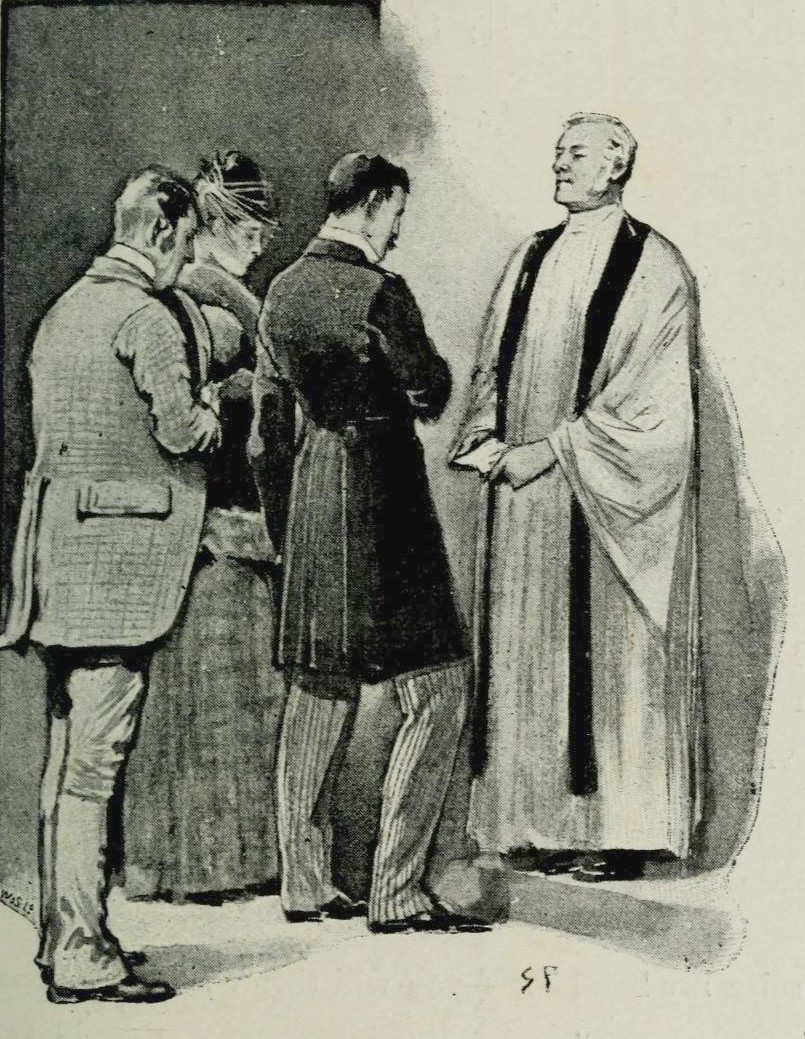
Sherlock Holmes (t.v. i förklädnad) under vigseln mellan Irene Adler (tvåa från vänster) och Godfrey Norton. Illustration av Sidney Paget.

Irene Adler är en figur i Sherlock Holmes-novellen En skandal i Böhmen av Arthur Conan Doyle. Hon var den enda kvinnan som överlistade Sherlock Holmes och i böckerna benämner Sherlock Holmes henne som "kvinnan" ("The Woman").

## Porträtt av Adler

### Film
Irene Adler är en av rollfigur i filmerna Sherlock Holmes och A Game of Shadows och spelades där av Rachel McAdams.

### TV
I Granada Televisions serie The Adventures of Sherlock Holmes från 1984, där Jeremy Brett spelar Sherlock Holmes, medverkar Irene Adler i det första avsnittet, A Scandal in Bohemia. Hon spelas där av Gayle Hunnicutt.
I BBC:s serie Sherlock från 2012 gestaltas Adler av Lara Pulver i avsnittet A Scandal in Belgravia, det första avsnittet i den andra säsongen. I denna version är hon en dominatrix som besitter komprometterande fotografier av en kvinnlig medlem av kungafamiljen samt annan känslig information lagrad på en lösenordsskyddad mobiltelefon. Sherlock Holmes, spelad av Benedict Cumberbatch, anlitas för att återfå materialet.